# Аарон Чихановер
Аарон Чихановер (на иврит: אהרון צ'חנובר) е израелски биолог, носител на Нобелова награда за химия през 2004 година.

## Биография
Роден е на 1 октомври 1947 година в Хайфа, Израел. Получава магистърска степен през 1971, а по-късно завършва и медицинското си образование през 1974 г. в Еврейския университет в Йерусалим. През 1982 г. защитава докторската си дисертация в Израелския технологичен институт в Хайфа. Към 2007 г. е професор в катедрата по биохимия в същия институт.

## Признание
През 2000 г. получава наградата Алберт Ласкер за фундаментални изследвания в медицината, а през 2004 заедно с Аврам Хершко и Ъруин Роуз е удостоен с Нобелова награда за химия за откритието на убиквитин-зависимото разграждане на белтъци.